# تترامتیل‌قلع
تترامتیل‌قلع (به انگلیسی: Tetramethyltin) یک ترکیب شیمیایی با شناسه پاب‌کم ۱۱۶۶۱ است. شکل ظاهری این ترکیب، مایع بی‌رنگ است.